# Armin Grassinger
Armin Grassinger (* 31. Juli 1977 in Dingolfing) ist ein deutscher Heizungsbauer und Kommunalpolitiker (Unabhängige Wählergemeinschaft Dingolfing).
Er ist berufsmäßiger Erster Bürgermeister der niederbayerischen Kreisstadt Dingolfing. Am 1. Mai 2020 trat er die Nachfolge von Josef Pellkofer antrat, der 18 Jahre im Amt war. Grassinger gewann die Stichwahl am 29. März 2020 mit 71,4 Prozent der gültigen Stimmen gegen Christine Trapp von der SPD.
Grassinger ist verheiratet und hat Zwillinge.